# Középkori keresztény írók
A Középkori keresztény írók egy magyar teológiai–filozófiai könyvsorozat, amely a Magyarországon kevéssé ismert középkori egyházi irodalom latin nyelvű műveiből jelentet meg többet magyar nyelven szakavatott tudósok alapos kritikai jegyzeteivel együtt. Kiadója a Szent István Társulat. Az 1999-ben indult, és Sarbak Gábor által szerkesztett sorozat jelenleg a következő köteteket tartalmazza:
1. Az első és második keresztes háború korának forrásai. (vál., ford. Veszprémy László), Szent István Társulat, Budapest, 1999, ISBN 9789633610435, 246 p.
2. Jan van Ruusbroec: A lelki menyegző. Misztikus írások. (ford. Balogh Tamás, Daróczi Anikó), Szent István Társulat, Budapest, 1999, ISBN 9633611008, 240 p.
3. Magyarország virága. 13. sz.-i források Árpád-házi Szent Erzsébet életéről. (szerk. J. Horváth Tamás, Szabó Irén), Szent István Társulat, Budapest, 2001, ISBN 9789633612255, 390 p.
4. Ioannes Saresberiensis: Metalogicon. (ford. Adamik Tamás), Szent István Társulat, Budapest, 2003, ISBN 9633614325, 254 p.
5. Hadewijch: A lélek nyelvén. (ford. Balogh Tamás, Daróczi Anikó, Beney Zsuzsa), Szent István Társulat, Budapest, 2005, ISBN 9789633613979, 278 p.
6. Canterburyi Szent Anzelm összes művei. (szerk. Sarbak Gábor), Szent István Társulat, Budapest, 2007, ISBN 9789633619001, 464 p.
7. Szent Bonaventura: Szent Ferenc élete – Legenda maior, Szent István Társulat, Budapest, 2015, ISBN 9789632770956, 222 p.
8. Johannes Scotus Eriugena: A természetekről I. (ford. Vassányi Miklós), Szent István Társulat, Budapest, 2015